# 앙실로
앙실로(-路)는 경상북도 안동시 수상동 안동대교 남단에서 안동시 옥동을 연결하는 도로이다.

## 주요 경유지
- 안동병원
- 안동시광역쓰레기매립장
- 옥수교

## 주요 교차도로
- 강남로
- 공단로
- 하이마로
- 광명로